# Saxifraga neopropagulifera
Saxifraga neopropagulifera är en stenbräckeväxtart som beskrevs av Kanesuke Hara. Saxifraga neopropagulifera ingår i Bräckesläktet som ingår i familjen stenbräckeväxter. Inga underarter finns listade i Catalogue of Life.